# مصطفى باشا الزرنائي
مصطفى باشا الزرنائي (بالتركية: Zurnazen Mustafa Paşa)‏ كان الصدر الأعظم للدولة العثمانية في الفترة ما بين 5 مارس 1656 حتى 5 مارس 1656.  تولى منصب قبطان باشا البحرية العثمانية (أدميرال). توفي في مدينة أرضروم. 

## أنظر أيضا
- قائمة الصدور العظام للدولة العثمانية.
- قائمة قباطين البحر العثمانيين.